# Болото Старое
Болото Старое — деревня в Можайском районе Московской области, в составе Сельского поселения Борисовское. Население — 0 чел. (2010).

## Расположение
Деревня расположена в южной части района, примерно в 11 км к юго-западу от Можайска. В 1 км к северу от деревни протекает река Мжут. Ближайшие населённые пункты — Алексеенки на северо-западе и Починки на северо-востоке.

## История
До 2006 года Болото Старое входило в состав Ямского сельского округа.

## Население
| 2002 | 2006 | 2010 |
| ---- | ---- | ---- |
| 0    | →0   | →0   |